# Remowie
Remowie (łac. Rhemi) – jedno z największych plemion celtyckich w czasach wojen galijskich, zamieszkujących tereny Galii Belgijskiej. Ich stolicą było miasto Durocorturum, późniejsze Remi (obecnie Reims). Remowie byli jedynym plemieniem belgijskim, które zawarło przymierze z Cezarem w 57 p.n.e., podczas jego podboju Galii.